# 2,3-二氯吡啶
2,3-二氯吡啶是一种有机化合物，化学式为C5H3Cl2N。它可由2,3,6-三氯吡啶在催化下被氢气还原制得，或经2-氯-3-氨基吡啶的重氮化、氯化得到。
它和无水四丁基氟化铵在二甲基亚砜中反应，可以得到2-氟-3-氯吡啶。